# 中国战时儿童保育会
中国战时儿童保育会（简称保育会，全称中国妇女慰劳自卫抗战将士总会战时儿童保育会）是于1938年3月10日，为了拯救抗日戰爭時期亲人被害、无家可归的受难儿童，在汉口创立。保育会是国共两党合作的产物，它首创了中国历史上没有先例的战时教育事业。
保育会理事长是宋美龄， 副理事长是李德全，常务理事有邓颖超、孟庆树、史良、曹孟君、沈兹九、安娥、张蔼真、陈纪彝、郭秀仪、唐国桢、陈逸云、刘清扬、黄卓群等人。八年间，保育会在十分艰苦的条件下，先后成立了二十多个分会，六十多个保育院，拯救、培养、教育了近三万名难童。抗战胜利后，保育会完成其历史使命，于1946年9月15日宣布结束。

## 成立
民國廿七年（1938年）3月10日「中國婦女慰勞自衛抗戰將士總會戰時兒童保育會」在漢口正式成立，約有700多名中外來賓、政府官員、各界婦女人士參加會議；會中選舉理事五十五人，推定宋美齡擔任理事長，李德全（馮玉祥夫人）任副理事長，組織內設秘書處以及設計、組織、宣傳、保育、經濟、運送六委員會，分工合作，於12日即開始辦公，積極進行保育工作。

## 分會
戰時兒童保育會總會之下設有—四川、合江、成都、廣東、廣西、湖南、江西、浙江、貴州、福建、陝西、山西、陝甘寧邊區、香港等十三個分會，各分會下又轄有數目不等的保育院收容難童。
而根據現有資料大略估計，自民國廿七年（1938年）至卅二年（1943年）止，國內共有十二個分會，四十五個保育院（含代養團體），國外則有香港及荷屬南洋群島望加錫分會、三個保育院；若將裁併院所加入計算，計戰時兒童保育會至三十五年結束保育工作時，各地成立之保育院共61個，進行兒童保育的工作。

## 保育會的結束
民國卅五年（1946年）9月15日至20日，保育總會連續6天在重慶《新華日報》上刊登《戰時兒童保育會結束啟事》，全文如下：
我會因抗戰勝利，戰時保育任務已完。半年來，本會及各分會除將有家之在院保育生及習藝生商經善後救濟總署協助遣送還鄉外，其無家可歸者，已分別移交社會部各省社會處育幼院繼續教養。關於升學保育生，有家者亦已遣送回鄉；無家者仍繼續留川攻讀。均由教育部負責公費供應到高中畢業。所辦思克職業學校，已交重慶市政府接辦。本會業於9月15日結束，一切收支即行截止。特此公告。